# Piroxè
Els piroxens són un important grup de minerals de silicat trobats en moltes roques ígnies i metamòrfiques. Comparteixen una estructura comuna que consisteix en cadenes simples de tetraedres de sílice i es cristal·litzen en els sistemes monoclínics i ortoròmbic. Els piroxens tenen la fórmula general XY (Si,Al)₂O₆ (on X representa calci, sodi, ferro (II) i magnesi, i més rarament, zinc, manganès i liti, i Y representa els ions de mida més petita, com el crom, alumini, ferro (III), magnesi, manganès, escandi, titani, vanadi i fins ferro (II)). Encara que l'alumini es substitueix extensament per silici en silicats com els feldespats i els amfíbols, la substitució es produeix només en una mesura limitada en la majoria dels piroxens.

## Etimologia
El grup va ser anomenat l'any 1976 per Rene Just Haüy compost per les paraules gregues per a foc (πυρ) i estranger (ξένος). Els piroxens s'anomenen així a causa de la seva presència en laves volcàniques vítriques, on s'observen a vegades en forma de cristalls incrustats en el vidre volcànic; se suposava que eren impureses del vidre, per això se'ls donà el nom de focs estrangers. Tanmateix, són simplement minerals de formació primerenca que van cristal·litzar abans de l'erupció de la lava. El que inicialment es va anomenar com a piroxè és el que avui en dia s'anomena augita. Amb el temps el terme piroxè va passar a donar nom als minerals semblants estructuralment i química, i finalment donant nom al grup.

## Característiques
Tot i ser un grup relativament heterogeni, els piroxens poden ser distingits per una sèrie de característiques comunes. La majoria (tret d'algunes excepcions) presenten colors foscs, una duresa semblant (entre 5 i 6 en l'escala de Mohs) i una exfoliació molt característica (dues direccions formant angles rectes en la seva intersecció). L'exfoliació és una de les característiques que permet diferenciar els piroxens d'altres grups amb característiques similars com els amfíbols o les turmalines. Els piroxens i els amfíbols acostumen a confondre's a simple vista; els dos grups presenten dureses i colors similars, així com dues direccions d'exfoliació dominants. Sovint tan sols són distingibles pels angles d'exfoliació, que, mentre en el cas dels piroxens formen angles rectes (90 graus), en el cas dels amfíbols formen angles de 120 graus. En algunes roques ígnies els amfíbols es formen a conseqüència de l'alteració dels piroxens i, per tant, presenten la mateixa morfologia que aquests,tot i que l'exfoliació sí que canvia.

## Química i classificació

Diagrama ternari amb la nomenclatura dels piroxens sòdics

Diagrama ternari amb la nomenclatura dels piroxens càlcics, magnèsics i fèrrics

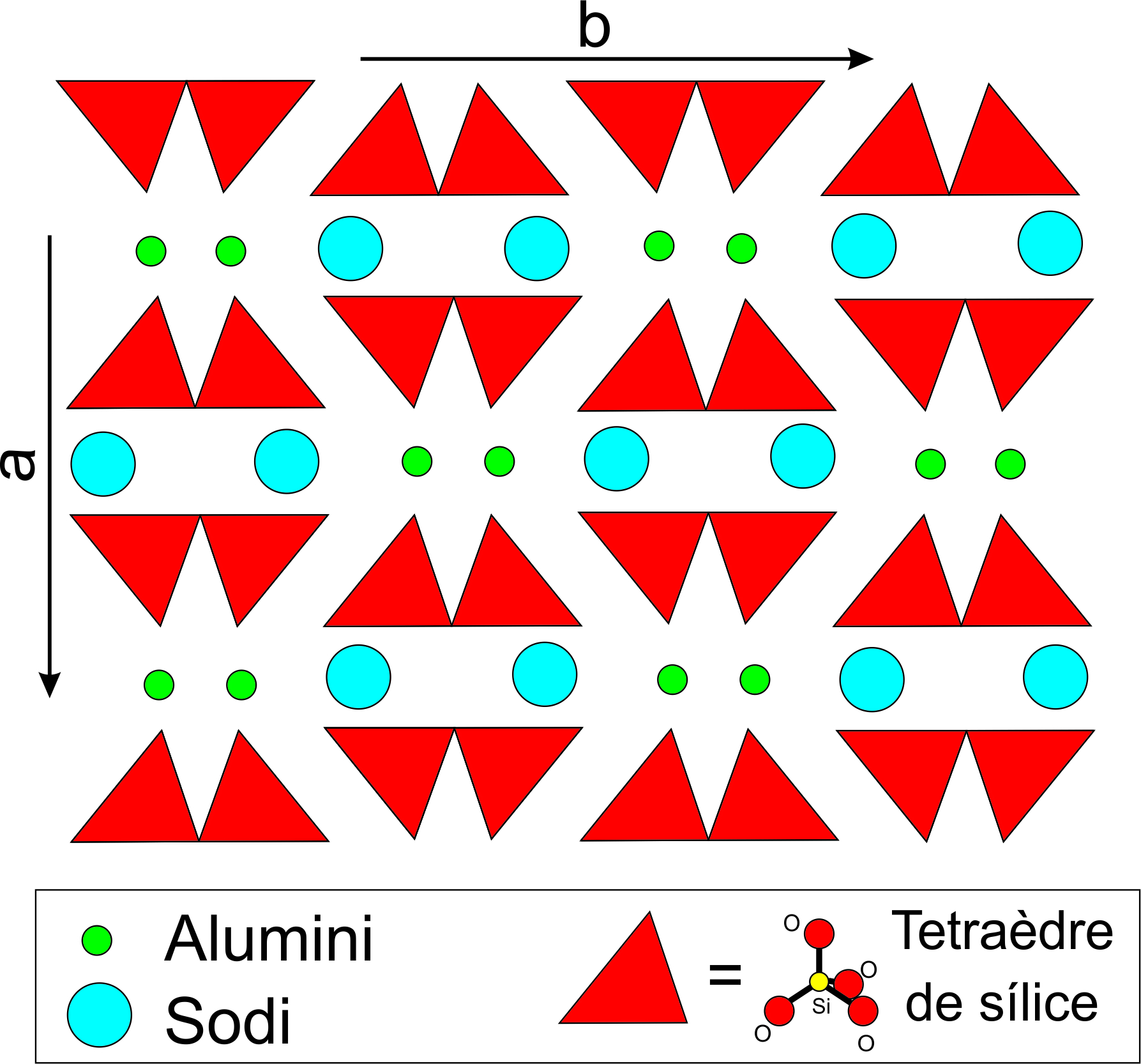
Estructura de piroxè (jadeïta)

L'estructura dels piroxens ofereix una gran flexibilitat a l'hora d'incorporar diferents cations. Els noms dels diferents piroxens tenen generalment relació amb la composició de cada espècie mineral.
Els piroxens s'anomenen d'acord amb els elements que ocupen les posicions X (M2) i Y (M1), així com T (posicions tetraèdriques). Els cations de la vacant M1 es troben estretament lligats a sis àtoms d'oxigen en coordinació octaèdrica, mentre que els cations de la vacant M2 poden estar coordinats amb sis o vuit àtoms d'oxigen depenent de la mida dels cations. Actualment hi ha vint noms aprovats per als piroxens mentre que 105 han estat descartats.
Tenint en compte la seva química, els piroxens poden dividir-se en quatre grups. Aquests grups engloben els piroxens rics en calci (primer grup), els piroxens rics en magnesi (segon grup), els piroxens rics en sodi (tercer grup) i els piroxens lítics (quart grup amb només un membre).
- Piroxens rics en calciː els seus membres més importants són l'augita i el diòpsid. Els piroxens d'aquest grup solen aparèixer en roques ígnies màfiques i ultramàfiques, així com en algunes roques intermèdies.
- Piroxens rics en magnesiː aquest grup de piroxens està constituït per minerals de la sèrie de l'enstatita (piroxè magnèsic sense ferro) i la hiperstena (piroxè magnèsic amb ferro). Solen aparèixer en roques ígnies màfiques i ultramàfiques sense calci, així com en alguns meteorits.
- Piroxens rics en sodiː alguns membres d'aquest grup són l'egirina i la jadeïta. Acostumen a trobar-se en roques ígnies fèlsiques (egirina) o en roques metamòrfiques (jadeïta).
- Piroxens líticsː només presenta un membre, l'espodumena, que és l'únic piroxè de liti. S'acostuma a trobar en algunes pegmatites.

Els piroxens cristal·litzen en els sistemes monoclínic i ortoròmbic. Segons en quin sistema cristal·litzen se'ls classifica com a clinopiroxens (monoclínic) o ortopiroxens (ortoròmbic). La classificació de Nickel-Strunz engloba tots els piroxens en el mateix grup 9.DA (Inosilicats amb dues cadenes individuals periòdiques, Si₂O₆; família dels piroxens); la classificació de Dana també ho fa (grup 65.1; inosilicats amb cadenes individuals no ramificades). Podeu trobar un llistat exhaustiu dels piroxens al l'últim apartat d'aquest article.

## Context geològic

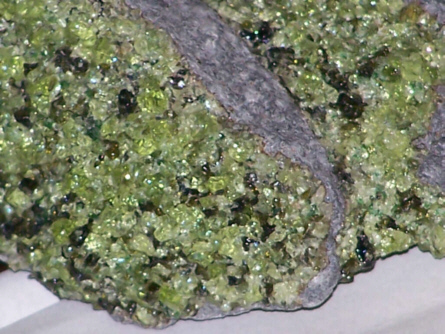
Peridotita trobada a la San Carlos Indian Reservation, Gila Co., Arizona, EUA.

El mantell superior de la Terra està compost principalment d'olivina i piroxè. Un tros del mantell es mostra a la figura de la dreta: l'ortopiroxè és el mineral negre, el diòpsid (que conté crom) és de color verd brillant, i l'olivina és grog-verdosa, aquesta imatge mostra la textura típica per a una peridotita comuna. El piroxè i els feldespats són els principals minerals en el basalt i gabre.
Els piroxens solen aparèixer com a minerals accessòries en roques ígnies intermèdies i ultramàfiques. Aquests minerals presenten punts de fusió (i de cristal·lització) molt elevats, per tant, es formen durant les etapes inicials de refredament magmàtic. En aquest sentit, només són precedits per l'olivina, que presenta un punt de fusió encara més elevat. Els piroxens també apareixen en algunes roques metamòrfiques de grau mitjà i grau alt; tant de metamorfisme regional com de contacte; tot i això, els piroxens com a minerals anhidres són menys freqüents que els amfíbols (minerals hidratats) en roques metamòrfiques. Els dos grups minerals estan relacionats entre ellsː durant el metamorfisme l'aigua reacciona amb els piroxens i els hidrata; quan això passa, aquests es transformen en amfíbols. És per aquest motiu que els piroxens són més freqüents en roques formades en ambients lliures d'aigua. Els piroxens també apareixen en ambients extraterrestres com ara algunes roques de la Lluna o alguns meteorits.
En roques ígnies solen trobar-se associats amb minerals tals com l'olivina, la plagiòclasi, la biotita i alguns amfíbols (habitualment l'hornblenda). En roques metamòrfiques solen trobar-se amb serpentines, barita, quars, dolomita, calcita, granats, beril, turmalina i algunes menes com la magnetita o la galena.

## Alteració i meteorització
La meteorització química dels piroxens produeix minerals de l'argila com a producte final. Tenint en compte que els minerals de l'argila són heterogenis cal dir que la composició d'aquests minerals dependrà de la composició inicial del piroxè. Es considera que les fases inicials de meteorització estan regulades per l'estructura del piroxè. En un estudi particular es va observar la transformació de piroxè en estructures similars al talc però amb ferro. En el mateix estudi es va poder veure que les estructures similars al talc se separaven del ferro en etapes avançades de meteorització produint òxids de ferro i talc pur.
La meteorització i alteració de l'augita pot produir tant actinolita com clorita i més rarament epidota i carbonats. Els amfíbols actinolítics prouïts per l'alteració apareixen comunament en forma d'agregats de petits cristalls prismàtics encara que també més infreqüentment en forma de vidre. L'alteració de l'augita sol iniciar-se en les seves vores o en les  zones d'exfoliació produint petites àrees clapejades de piroxè destenyit amb diminutes plaques d'amfíbol.

## Usos
Tot i que són minerals força freqüents, la majoria de piroxens tenen poc valor econòmic per ells mateixos. Són importants components de moltes roques decoratives emprades en la construcció. L'espodumena s'explota com a font important de liti, i també s'utilitza per al col·leccionisme i per a la joieria (les varietats gemma). La jadeïta és un dels dos minerals que conformen el jade (junt amb la nefrita; un amfíbol). La jadeïta és una gemma que va ser altament valuosa en les cultures maia, asteca i xinesa.

## Grup dels piroxens
El grup dels piroxens és un extens grup de minerals inosilicats amb la fórmula general ADSi₂O₆. Aquests minerals es troben dividits entre el subgrup dels clinopiroxens i el subgrup dels ortopiroxens.